# Brachymyrmex constrictus
Brachymyrmex constrictus är en myrart som beskrevs av Santschi 1923. Brachymyrmex constrictus ingår i släktet Brachymyrmex och familjen myror.

## Underarter
Arten delas in i följande underarter:
- B. c. bonariensis
- B. c. constrictus